# Victor Halperin
Pour les articles homonymes, voir Halperin.
Victor Hugo Halperin né le 24 août 1895 à Chicago et mort le 17 mai 1983 à Bentonville (Arkansas), est un réalisateur, scénariste et producteur américain.

## Filmographie
- 1924 : Greater Than Marriage
- 1924 : When a Girl Loves
- 1925 : The Unknown Lover
- 1925 : School for Wives
- 1926 : In Borrowed Plumes
- 1927 : Dance Magic
- 1930 : Party Girl (Passed)
- 1930 : Pour son enfant (Ex-Flame)
- 1932 : Les Morts-vivants (White Zombie)
- 1933 : Supernatural
- 1936 : Racing Blood (en)
- 1936 : La Révolte des Zombies (Revolt of the Zombies)
- 1936 : I Conquer the Sea!
- 1937 : Nation Aflame
- 1939 : Buried Alive
- 1939 : Torture Ship (en), histoire de Jack London
- 1942 : Girls' Town

### Comme scénariste
- 1923 : Un nouveau Napoléon (Tea: With a Kick!) de Erle C. Kenton